# 피로고시 동굴
피로고시 동굴(영어: Pirogoshi cave)은 알바니아에 있는 길이1500m의 동굴이다. 스크라파르 지방자치체의 행정 단위인 초로보더의 Radesh 마을 근처에 위치하고 있다. IUCN 보호지역 카테고리 III(자연기념물이나 특징)로 지정되었다. 전설에 따르면, 두 명의 왕인 피로와 고시가 이 동굴의 이름을 지었다고 전해진다.

## 같이 보기
- IUCN 보호지역 카테고리
- 초로보더